# Delley-Portalban
Delley-Portalban – gmina (fr. commune; niem. Gemeinde) w Szwajcarii, w kantonie Fryburg, w okręgu Broye. Leży nad jeziorem Lac de Neuchâtel. Powstała 1 stycznia 2005 z połączenia ówczesnych gmin Delley oraz Portalban.  

## Demografia
W Delley-Portalban mieszka 1309 osób. W 2020 roku 13,8% populacji gminy stanowiły osoby urodzone poza Szwajcarią.